# Cantin
Cantin – miejscowość i gmina we Francji, w regionie Hauts-de-France, w departamencie Nord.
Według danych na rok 1990 gminę zamieszkiwały 1373 osoby, a gęstość zaludnienia wynosiła 147 osób/km² (wśród 1549 gmin regionu Nord-Pas-de-Calais Cantin plasuje się na 462. miejscu pod względem liczby ludności, natomiast pod względem powierzchni na miejscu 363.).